# Casio Sk1
De Casio SK1 is een speelgoedsampler die in 1986 werd uitgebracht. Het toestel werkt zowel op batterijen als op netstroom (met een adapter).
De SK1 kan een geluid van maximaal 1,4 seconden opnemen en als instrument afspelen. De geluidskwaliteit is niet al te hoog: de samplefrequentie van de SK1 is slechts 9,38 kHz met een bitdiepte van 8 bit. De SK1 speelt maximaal vier tonen tegelijk en beschikt over 13 volume-omhullenden, portamento en vibrato.
Daarnaast biedt de SK1 elf automatische ritmes (disco, rock, pop, mars, samba, bossa nova, rhumba, 4 beat, swing, slow rock, wals) en zitten er vijf ingebouwde PCM-geluiden in (ROM-samples). Een extra mogelijkheid is de eenvoudige additieve synthesizer waarmee orgelachtige tonen kunnen worden gemaakt, ook in de synthesizer zit een aantal standaardinstrumenten ingebouwd: een fluit, een pijporgel en een jazzorgel.
De SK1 beschikt ook over een zeer eenvoudige step sequencer. De opgenomen noten en samples worden gewist als de SK1 wordt uitgezet.